# Elecciones presidenciales de Costa Rica de 1860
Las elecciones presidenciales de Costa Rica de 1860 se realizaron un año después de las anteriores en las que resultó reelecto Juan Rafael Mora Porras. No obstante, Porras fue depuesto meses después de su reelección y asumió el poder uno de los líderes golpistas, José María Montealegre Fernández. Montealegre convocó de inmediato a elecciones y a una Asamblea Constituyente. Los moristas postularon a Manuel Mora Fernández, pariente de Juan Rafael, sin éxito.